# 武昭公
武昭公可以指: 
- 廣平武昭公梁禦
- 陽周武昭公高永樂
- 蕭武昭公完顏襄